# Tears in the Rain
«Tears in the Rain» —en español: «Lágrimas en la lluvia»— es una canción escrita por Rik Emmett, Gil Moore y Mike Levine y grabada por la banda canadiense de hard rock Triumph.  Aparece originalmente como la primera pista del álbum The Sport of Kings, publicado en 1986 por TML Entertainment en Canadá y por MCA Records en los Estados Unidos.

## Publicación y recibimiento
Este tema fue lanzado como sencillo promocional y solamente en los EUA en 1986, siendo el segundo tema del disco The Sport of Kings en ser publicado como un sencillo, ya sea de tipo comercial o de promoción.  Fue producido por Mike Clint y Thom Trumbo. En ambos lados del vinilo se enlistó la misma melodía.
En el mismo año de su publicación, «Tears in the Rain» se posicionó en el 23.º lugar del listado Mainstream Rock Tracks de la revista especializada Billboard, esto en EE. UU.

## Lista de canciones
| Lado A |                     |                                      |               |          |  |
| N.º    | Título              | Escritor(es)                         | Voz principal | Duración |  |
| 1.     | «Tears in the Rain» | Rik Emmett / Gil Moore / Mike Levine | Gil Moore     | 3:54     |  |

| Lado B |                     |                         |               |          |  |
| N.º    | Título              | Escritor(es)            | Voz principal | Duración |  |
| 2.     | «Tears in the Rain» | Emmett / Moore / Levine | Gil Moore     | 3:54     |  |
| 7:52   |                     |                         |               |          |  |

## Créditos

### Triumph
- Rik Emmett — guitarra eléctrica y coros.
- Gil Moore — voz principal, batería y coros.
- Mike Levine — bajo y teclados.

### Personal de producción
- Mike Clint — productor e ingeniero de sonido.
- Thom Trumbo — productor ejecutivo.
- Greg Edwards — remezclado.

## Listas
| Año  | País           | Lista                            | Posición máxima |
| ---- | -------------- | -------------------------------- | --------------- |
| 1986 | Estados Unidos | Billboard Mainstream Rock Tracks | 23.º            |